# Lady Writer
Lady Writer är en låt av den brittiska gruppen Dire Straits, släppt som singel från albumet Communiqué 1979.